# Diritto processuale penale
Il diritto processuale penale è una branca del diritto penale che disciplina l'aspetto processuale.
Essa indica quel complesso di norme giuridiche create dal legislatore al fine di regolare e disciplinare le varie fasi del procedimento penale che vede coinvolto un determinato soggetto in ordine a un reato a questi ascritto e con l'osservanza di determinate modalità e garanzie di legge.

## Nel mondo

### Italia
L'attuale sistema processuale a cui si ispira la giustizia italiana prevede una sostanziale parità fra accusa e difesa nel corso del dibattimento (riscontrabile nel diritto alla prova contraria di cui all’art 495 c2 C.p.p)il momento centrale di tutto l'intero procedimento, tranne nella fase pre-processuale delle indagini preliminari dove per forza di cose la figura del pubblico ministero è prevalente su quella della difesa. La parità processuale tra accusa e difesa, fu formalmente introdotta nel 1999.
La legge impone che le parti siano tutte tutelate e le norme che regolano il processo penale davanti al giudice siano tali che le ragioni delle parti abbiano uguale tutela giuridica. Il giudice inoltre deve essere soggetto processuale terzo ed imparziale per poter esercitare la propria funzione giudicante, e la stessa deve essere svolta in un contesto di norme che nella forma e nella sostanza regolano l'esercizio del potere giudiziario nell'imporre la pena ovvero determinare le modalità di assoluzione.
Rispetto a questo modello di diritto comune, "la novità è stata rappresentata da una modifica
ordinamentale (la Procura nazionale antimafia e le direzioni distrettuali
antimafia) capace di costituire l’elemento di traino del processo penale, integrato
da una possibile struttura operativa ed investigativa (la Direzione nazionale antimafia). Si è, così, creato – per questi reati, cui se ne sono aggiunti
progressivamente altri – un modello di processo omogeneo e differenziato
dall’altro (dagli altri: quello “mite” del giudice di pace) più duro e più rigido,
caratterizzato da tempi, strumenti, itinerari, regole anche probatorie differenziate,
strutture edilizie (aule protette) e tecnologie avanzate (dibattimenti
in videoconferenza).
Il modello non è stato definito compiutamente ab origine ma si è venuto
strutturando ed integrando man mano che l’aggressione criminale ed il salto
di qualità dell’azione delittuosa sembravano rendere necessario l’adeguamento
della risposta statuale attraverso il processo, oltre che, naturalmente,
attraverso l’azione della polizia.
Si può ora parlare di un processo per i delitti di cui all’art. 51 comma 3
bis c.p.p. come di un tipo “speciale” di processo penale per i reati di criminalità organizzata.
L’elemento ulteriore di novità di questo modello è, tuttavia, costituito da
una saldatura del processo rimodulato con alcuni strumenti normativi che disciplinano
l’attività di investigazione nel momento preprocessuale (intercettazioni
telefoniche preventive; azioni sotto copertura) e da un complesso di
norme regolanti il modello esecutivo-penitenziario.
In altri termini, per i reati di cui al citato art. 51 comma 3 bis c.p.p. il
processo, così diversamente articolato rispetto al modello base, è l’anello di
congiunzione tra un momento di accertamento investigativo dotato di autonomia
e specialità rispetto alla verifica della commissione di altri reati ed
il momento esecutivo nel quale si sconta la pena, connotato dall’esclusione
di alcuni benefici e dalla previsione di un regime carcerario rinforzato (art.
41 bis)".